# Formiato di cromo
Il formiato di cromo è il sale di cromo dell'acido formico.

## Usi
Impiegato in conceria per la tintura di metalli.